# 中央通 (徳島市)
中央通（ちゅうおうどおり）は、徳島県徳島市の町名。東富田地区に属している。中央通一丁目から中央通四丁目まで存在する。郵便番号は〒770-0936。
- 人口：245人（2010年1月。徳島市の調査より）
- 世帯数：138世帯（同上）

## 地理
徳島市の東部、市街地の南西部に位置し、東はかちどき橋二丁目から三丁目の商住混在地域、西は秋田町二丁目から三丁目の歓楽街・商店街に接する。東西に長く延びる地域。東端をJR牟岐線が南北に走り、さらにその東を国道55号が通る。およそ商店街。

## 歴史
元は富田浦町の一部で昭和16年に現在の町名となった。江戸時代には掃除町・掃除町一丁目小路・掃除町二丁目小路と呼ばれた。町名の由来は、地形上当町が東富田地区の中で、北の富田浜と南の堀淵との中央を東西に走ることによるとみられる。
第二次世界大戦前は少数の商売店がある以外は、閑静な住宅地であった。昭和20年7月3日の徳島大空襲では、当地域も著しい戦災を受けたが、明治6年創立の富田小学校は被災を免れ、多数の被災者が収容された。昭和26年富田小学校半焼、同28年新築された。
昭和48年に当町を含む東富田地区が自治省により、地域連帯感を育成するモデル・コミュニティ地区に指定されたため、コミュニティ運動が盛ん。

## 施設
- 徳島市立富田小学校
- 徳島市東富田コミュニティセンター